# Championnat du monde féminin de handball à onze 1960
Navigation
Allemagne 1956
La 3e et dernière édition du Championnat du monde féminin de handball à onze a eu lieu du 12 au 19 juin 1960 aux Pays-Bas. Les matchs se sont déroulés en plein air sur gazon. L'équipe de Roumanie remporte à cette occasion son deuxième titre consécutif.

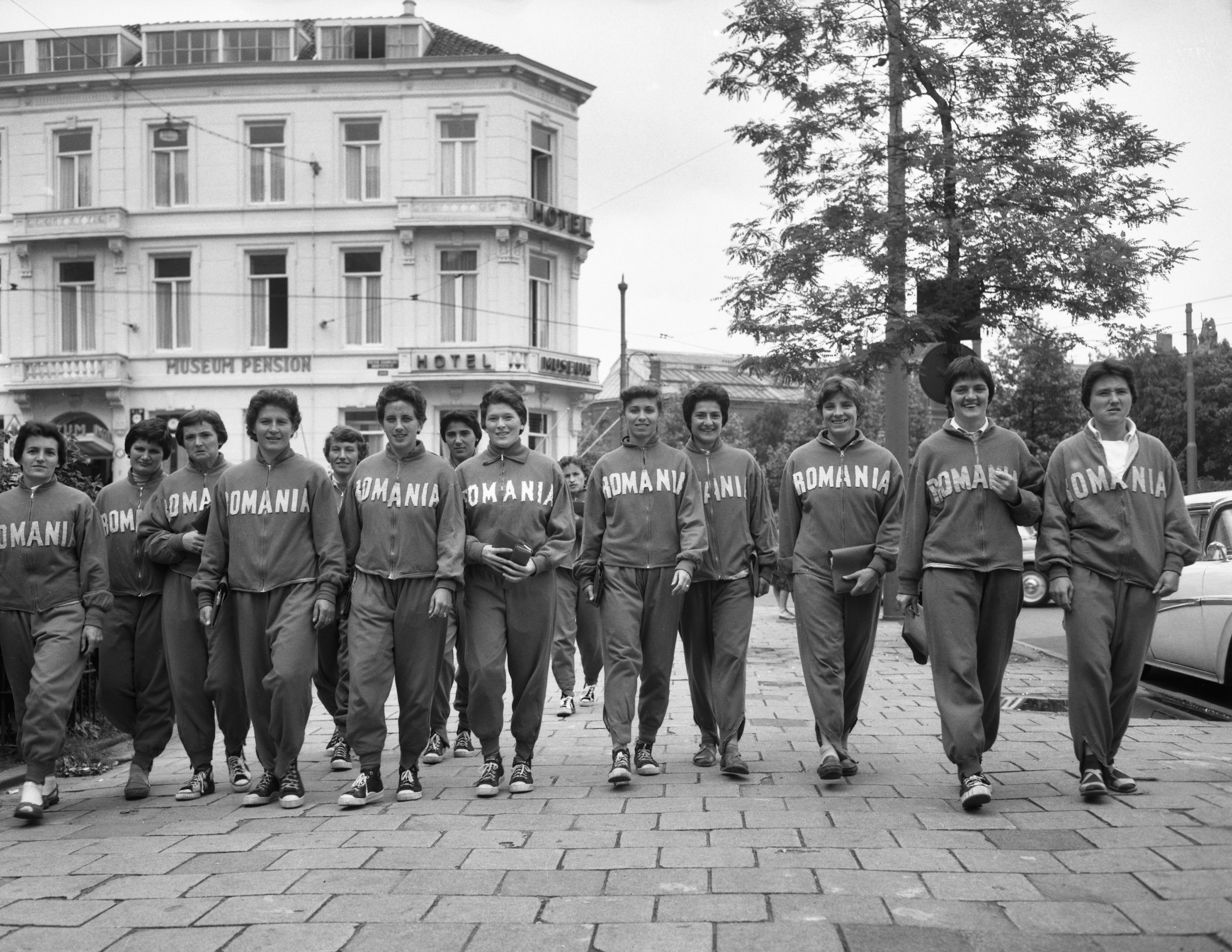
Les Roumaines, championnes du monde.

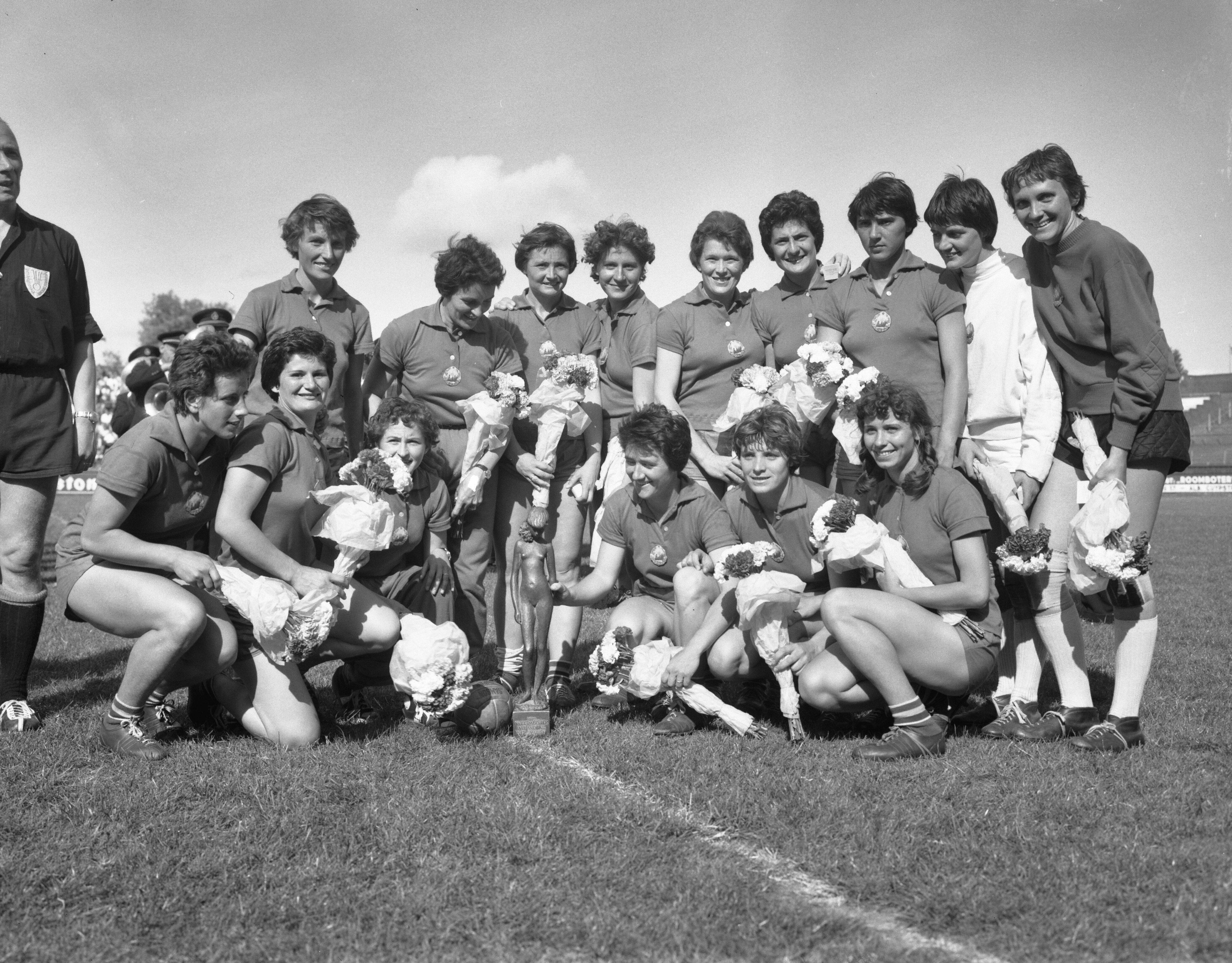
Les Roumaines posent avec le trophée.

## Équipes participantes
Équipe unifiée d'Allemagne,  Autriche,  Danemark,  Pays-Bas,  Pologne,
 Roumanie.
La Hongrie, la France et la Yougoslavie n'ont pas participé à la compétition.

## Tour préliminaire

### Groupe A
|   | Équipe   | Pts | J | G | N | P | Bp | Bc | Diff |
| - | -------- | --- | - | - | - | - | -- | -- | ---- |
| 1 | Roumanie | 4   | 2 | 2 | 0 | 0 | 12 | 3  | 9    |
| 2 | Autriche | 1   | 2 | 0 | 1 | 1 | 6  | 10 | -4   |
| 3 | Danemark | 1   | 2 | 0 | 1 | 1 | 5  | 10 | -5   |

| Roumanie - Autriche : 6-2 Autriche - Danemark : 4-4 Roumanie - Danemark : 6-1 |

### Groupe B
|   | Équipe            | Pts | J | G | N | P | Bp | Bc | Diff |
| - | ----------------- | --- | - | - | - | - | -- | -- | ---- |
| 1 | Allemagne unifiée | 4   | 2 | 2 | 0 | 0 | 13 | 7  | 6    |
| 2 | Pays-Bas          | 2   | 2 | 1 | 0 | 1 | 8  | 8  | 0    |
| 3 | Pologne           | 0   | 2 | 0 | 0 | 2 | 6  | 12 | -6   |

| Allemagne - Pays-Bas : 6-3 Pays-Bas - Pologne : 5-2 Allemagne - Pologne : 7-4 |

## Match de classement et finales
Ces matchs opposent les équipes placées au même rang lors du tour principal et se sont déroulés les 14 et 15 juillet 1962 à Bucarest :
| Match                  | Équipe 1  | Score        | Équipe 2 |
| ---------------------- | --------- | ------------ | -------- |
| Finale                 | Roumanie  | 10 – 2 (7-0) | Autriche |
| Match pour la 3e place | Allemagne | 3 – 1 (3-1)  | Pays-Bas |
| Match pour la 5e place | Danemark  | 6 – 3 (?-?)  | Pologne  |

## Classement
| Rang                      | Équipe                     |
| ------------------------- | -------------------------- |
| Médaille d'or, monde      | Roumanie                   |
| Médaille d'argent, monde  | Autriche                   |
| Médaille de bronze, monde | Équipe unifiée d'Allemagne |
| 4                         | Pays-Bas                   |
| 5                         | Danemark                   |
| 6                         | Pologne                    |

## Effectifs des équipes sur le podium

### Champion du monde:Roumanie
L'effectif de la Roumanie, championne du monde, était, :
- Aurora Bran-Popescu
- Carolina Cârligeanu
- Lucia Dobre
- Victorița Dumitrescu
- Irene Günther-Kinn
- Elena Jianu
- Aurora Leonte-Niculescu
- Irene Nagy (Klimovschi) (en)
- Elena Pădureanu
- Elena Roșu
- Aurelia Sălăgeanu-Tudor (en)
- Maria Scheip-Constantinescu
- Anna Stark-Stănișel
- Iosefina Ștefănescu-Ugron
- Antoaneta Vasile-Oțelea.

Entraîneurs
- Constantin Popescu
- Niculae Nedeff

### Vice-champion du monde:Autriche
L'effectif de l'Autriche, vice-championne du monde, était :
- Waltraude Broz
- Wilhelmine Fitzner
- Felicitas Hlavacs
- Helene Hoffer
- Martha Hudler
- Grete Kunstel
- Erika Mezek
- Hilda Migschitz
- Ady Ohrner
- Frieda Rychetzky
- Gertrude Stepan
- Viktoria Swarofsky
- Rita Tiller
- Erika Tomasek
- Erika Wilfert

### Troisième place:Allemagne
L'effectif de l'Allemagne, médaillée de bronze, était :
- Lydia Bauer
- Ursula Burmeister
- Gisela Danielczyk
- Irmgard Gehring
- Waltraut Kühl-Holland
- Gisela Lampe
- Ingrid Lemke
- Martina Maudrich
- Anneliese Meissner
- Ingeborg Schanding
- Eva Schulz
- Edith Sonnemann-Wendrich
- Margot Urban
- Hannelore Vetter
- Brigitte Wacker
- Christa Warns